# Einar Johannes Salmi
Einar Johannes Salmi, född 19 juni 1902 i Åbo, död 31 januari 1947, var en finländsk kemist.
Salmi blev student 1921, filosofie kandidat 1927, filosofie magister 1927, filosofie licentiat 1937 och filosofie doktor 1940.  Han var laborator i kemi vid Åbo universitet 1925–1927, assistent 1927–1944, biträdande lärare i kemi 1928–1944, docent vid Helsingfors universitet 1939–1947 och professor i organisk kemi vid Åbo universitet 1941–1945. Han var lärare i matematik och naturkunnighet vid Åbo finska samskola 1930–1938, föreläsare och studiehandledare vid Åbo finska arbetarinstitut 1932–1938 och lektor vid Tekniska högskolan i Helsingfors 1944–1947. Han var kurator vid Åbo finska studentkår 1925–1927. Han skrev vetenskapliga artiklar om eteriska föreningar.